# Мекленбург (округ, Північна Кароліна)
Шаблон:StateAbbr_ 35°15′ пн. ш. 80°50′ зх. д. / 35.25° пн. ш. 80.83° зх. д.
Округ  Мекленбург (англ. Mecklenburg County) — округ (графство) у штаті  Північна Кароліна, США. Ідентифікатор округу 37119.

## Історія
Округ утворений 1762 року.

## Демографія
За даними перепису 
2000 року 
загальне населення округу становило 695454 осіб, зокрема міського населення було 668526, а сільського — 26928.
Серед мешканців округу чоловіків було 341457, а жінок — 353997. В окрузі було 273416 домогосподарств, 175063 родин, які мешкали в 292780 будинках.
Середній розмір родини становив 3,06.
Віковий розподіл населення поданий у таблиці:
| Стать    | До 15 років | 15-21 | 22-29 | 30-39 | 40-49 | 50-65 | 65-85 | Понад 85 |
| -------- | ----------- | ----- | ----- | ----- | ----- | ----- | ----- | -------- |
| Чоловіки | 76124       | 31627 | 48774 | 65030 | 52469 | 44314 | 21414 | 1705     |
| Жінки    | 72515       | 29733 | 48157 | 64133 | 54867 | 47987 | 31450 | 5155     |

## Суміжні округи
- Еределл — північ
- Каберрус — північний схід
- Юніон — південний схід
- Ланкастер, Південна Кароліна — південь
- Йорк, Південна Кароліна — південний захід
- Ґестон — захід
- Кетоба — північний захід
- Лінкольн — північний захід

## Виноски
1. ↑  Long J. H. Atlas of Historical County Boundaries — [Chicago, Illinois]: The Newberry Library, 2010.
2. ↑  U.S. Decennial Census. United States Census Bureau. Архів оригіналу за 19 липня 2018. Процитовано 18 січня 2015.
3. ↑  Historical Census Browser. University of Virginia Library. Архів оригіналу за 11 серпня 2012. Процитовано 18 січня 2015.
4. ↑  Forstall, Richard L., ред. (27 березня 1995). Population of Counties by Decennial Census: 1900 to 1990. United States Census Bureau. Архів оригіналу за 3 березня 2015. Процитовано 18 січня 2015.
5. ↑  Census 2000 PHC-T-4. Ranking Tables for Counties: 1990 and 2000 (PDF). United States Census Bureau. 2 квітня 2001. Архів оригіналу (PDF) за 18 грудня 2014. Процитовано 18 січня 2015.
6. ↑  State & County QuickFacts. United States Census Bureau. Архів оригіналу за 14 липня 2011. Процитовано 4 квітня 2015.(англ.) Наведено за англійською вікіпедією.
7. ↑  American FactFinder. Бюро перепису населення США. Архів оригіналу за 26 лютого 2012. Процитовано 31 січня 2008.

| США | Це незавершена стаття з географії США. Ви можете допомогти проєкту, виправивши або дописавши її. |